# Vincenzo Capecelatro
Vincenzo Capecelatro (Napoli, 28 febbraio 1815 – Firenze, 1874) è stato un compositore italiano.
Nato a Napoli nel 1815, ricevette dalla madre, valente pianista, le prime nozioni musicali. Studiò composizione e nel 1834 scrisse i suoi primi lavori: una Messa ed alcune romanze.
A ventidue anni, nel 1837, Capecelatro si sposò con la poetessa e librettista Irene Ricciardi, che aveva dodici anni più di lui. Lo stesso anno esordì presso l'Accademia Filarmonica di Napoli, con l'opera lirica La soffitta degli artisti, titolo che fa pensare alla celebre Bohéme che Giacomo Puccini comporrà molti anni dopo (1896) e che era stata scritta dalla moglie.
Altre sue opere sono: Mortedo, rappresentata al Teatro San Carlo di Napoli con il soprano Eugenia Tadolini e il tenore Gaetano Fraschini (1845); il dramma lirico David Riccio (poesia di Andrea Maffei), Teatro alla Scala di Milano (1850), soprano Sofia Cruvelli, un sonoro fiasco; Gastone di Chanley (1854) ; la romanza Il sogno (1864).
Un suo abbraccio a Giuseppe Verdi, nel 1848, durante la prima della Luisa Miller al San Carlo di Napoli, seguito dal crollo di una quinta, sembrò confermargli l'ingrata fama di iettatore.
Morì a Firenze, a circa cinquantanove anni, nel 1874.